# NGC 489
NGC 489 è una galassia a spirale situata nella costellazione dei Pesci a una distanza di circa 97 milioni di anni luce dalla Terra.
Fu scoperta il 22 dicembre 1862 da Heinrich Louis d'Arrest.
NGC 489 fa parte di un piccolo gruppo di galassie che comprende anche NGC 524.